# Petřvald (district de Nový Jičín)
Pour les articles homonymes, voir Petřvald.
Petřvald (en allemand : Gross Peterswald) est une commune du district de Nový Jičín, dans la région de Moravie-Silésie, en République tchèque. Sa population s'élevait à 1 795 habitants en 2021.

## Géographie
Petřvald est arrosée par la rivière Lubina, un affluent de l'Oder, et se trouve à 15 km au sud-ouest d'Ostrava, à 17 km au nord-est de Nový Jičín et à 270 km à l'est-sud-est de Prague.
La commune est délimitée par Jistebník au nord, par Stará Ves nad Ondřejnicí au nord et à l'est, par Trnávka au sud, par Mošnov au sud et au sud-ouest, par Albrechtičky à l'ouest et par Studénka au nord-ouest.

## Histoire
La première mention écrite de la localité date de 1320.

## Patrimoine
- Église Saint-Oswald

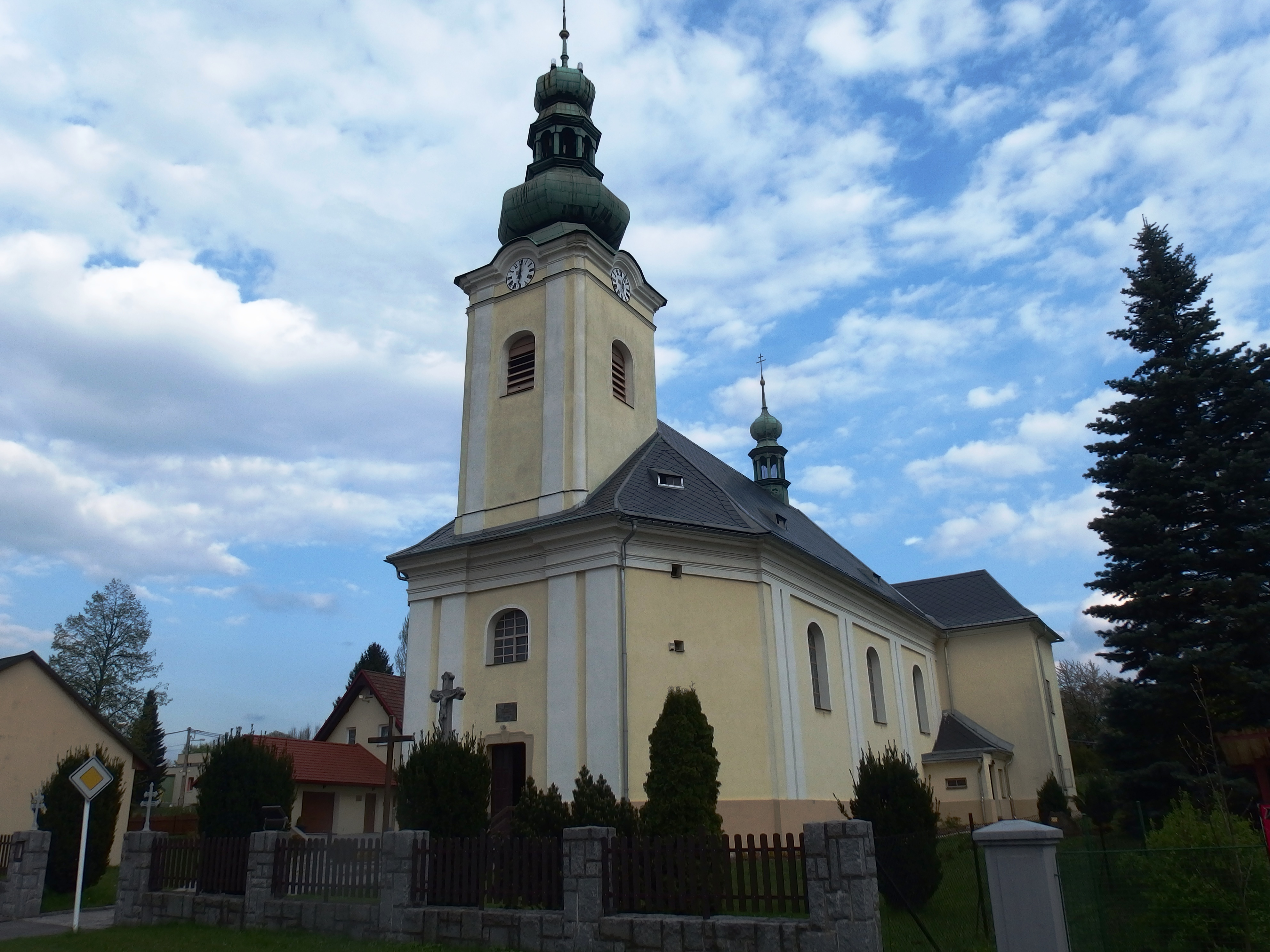
L'église Saint-Oswald.
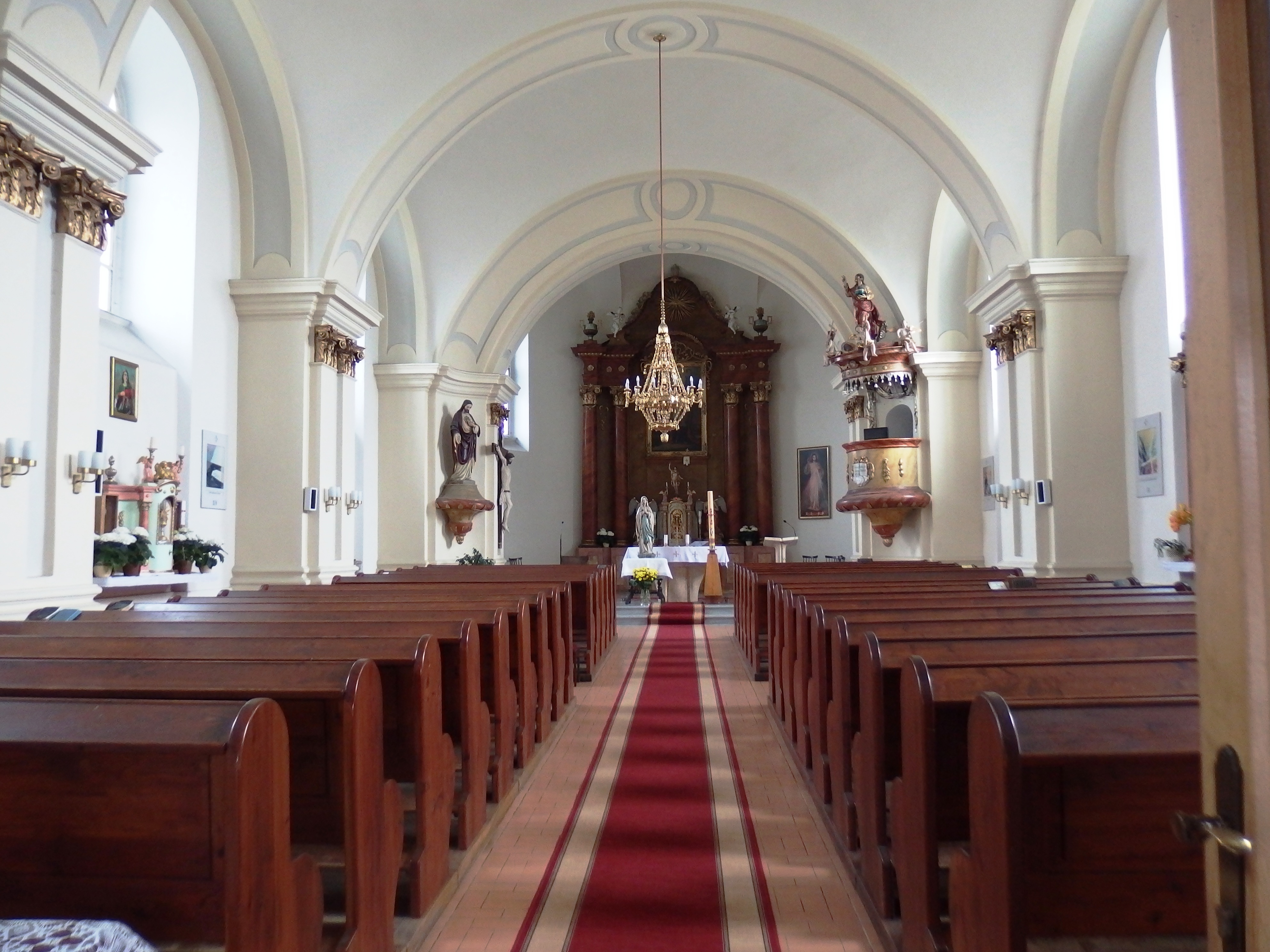
Intérieur de l'église.

## Administration
La commune se compose de deux quartiers :
- Petřvald
- Petřvaldík

## Transports
Par la route, Petřvald se trouve à 20 km de Nový Jičín, à 21 km d'Ostrava et à 343 km de Prague.
Une partie des installations de l'aéroport Ostrava-Mošnov se trouve sur le territoire de la commune.